# 마이크로디지탈
마이크로디지탈(Micro Digital Co. Ltd.)는 대한민국의 의료기기 개발 및 생산 기업이다.본사는 경기도 성남시 분당구 판교역로 225-15 업무B동 6층에 위치해 있으며, 공장 및 연구소는 경기도 성남시 중원구 갈마치로 288번길 14, SKV1 Tower B동에 있다. 대표이사는 김경남이다.
세포 배양 시스템'에 대한 특허를 미국에서 취득하였다

## 상장
2019년 6월 5일에 주관사를 하나금융투자로 공모가 23,000원에 코스닥 시장에 상장하였다.

## 참고문헌
1. ↑  민경연, 마이크로디지탈, 바이오리액터 확장으로 수익성↑…주가 동력?, 데일리인베스트, 2023년 11월 10일
2. ↑  김유림, 마이크로디지탈 “셀트리온 계약, 톱티어 고객 확보 가능한 트랙레코드”, 한국경제, 2023년 6월 26일
3. ↑  이나영, 마이크로디지탈, 미국 시장 진출 본격화...해외 매출 확대, 뉴스핌, 2023년 10월 5일